# Cássia dos Coqueiros
Cássia dos Coqueiros, al cărui nume complet este Santa Rita do Cássia dos Coqueiros, este un oraș din statul São Paulo (SP), Brazilia.